# Рзаев, Багатур Ахмед оглы
Багатур Ахмед оглы Рзаев — советский хозяйственный, государственный и политический деятель.

## Биография
Родился в 1898 году в селе Гюланлы. Член КПСС с 1920 года.
С 1917 года — на военной службе, общественной и политической работе. В 1917—1990 гг. — участник Гражданской войны в составе Красной армии и АзЧК, секретарь НКВД республики, слушатель Высшей пограничной школы ОГПУ, начальник пограничного отряда, начальник отдела Нахичеванского обкома партии, начальник Курдистанского окружного отдела АзГПУ, заместитель начальника, начальник Управления рабоче-крестьянской милиции при НКВД Азербайджанской ССР, директор кондитерской фабрики, участник Великой Отечественной войны в составе 3-й гвардейской танковой армии, управляющий трестом «Азкоммунжилснаб», председатель республиканского Совета революционной славы.
Избирался депутатом Верховного Совета Азербайджанской ССР 11-го созыва.
Умер после 1990 года.